# 아나이스 인 러브
《아나이스 인 러브》(프랑스어: Les Amours d'Anaïs, 영어: Anaïs in Love)는 프랑스에서 제작된 샤를린 부르주아타케감독의 2021년 멜로/로맨스 영화이다. 아나이스 드무스티에 등이 주연으로 출연하였다.

## 출연
- 아나이스 드무스티에
- 발레리아 브루니 테데스키
- 드니 포달리데스